# Cicaré CH-5 AG
Die Cicaré CH-5 AG ist ein Hubschrauber des argentinischen Herstellers Cicaré Helicópteros.

## Geschichte und Konstruktion
Auf Grund einer Anforderung der Fuerza Aérea Argentina nach einem leichten Hubschrauber für landwirtschaftliche Aufgaben entwickelte Augusto Cicaré den CH-5 AG. Die Arbeiten an diesem Model begannen Anfang der 1980er Jahre. Der Erstflug erfolgte 1986. Wegen technischer Probleme konnte die Flugerprobung erst 1988 abgeschlossen werden. Obwohl der Hubschrauber für den landwirtschaftlichen Bereich entwickelt wurde, ist er auch im privaten Bereich in Argentinien sehr beliebt. Die im privaten Bereich verwendete Hubschrauber ohne Sprühausrüstung werden als Cicaré CH-5 bezeichnet.
Der robuste einsitzige Hubschrauber besteht aus einem Stahlrohrrahmen und die Kabine und der Rotor aus Verbundwerkstoffen. Er wird von einem Lycoming-O-320-A2C-Vierzylinder-Boxermotor mit 110 kW angetrieben und verfügt über ein Kufenfahrwerk.

## Technische Daten
| Kenngröße             | Daten                                                     |
| --------------------- | --------------------------------------------------------- |
| Besatzung             | 1                                                         |
| Länge                 | 8,85 m                                                    |
| Höhe                  | 1,8 m                                                     |
| Rotordurchmesser      | 7,70 m                                                    |
| Leermasse             | 305 kg                                                    |
| max. Startmasse       | 620 kg                                                    |
| Reisegeschwindigkeit  | 145 km/h                                                  |
| Höchstgeschwindigkeit | 170 km/h                                                  |
| Dienstgipfelhöhe      | 2500 m                                                    |
| Reichweite            | 435 km                                                    |
| Triebwerke            | 1 × Lycoming-O-320-A2C-Vierzylinder-Boxermotor mit 110 kW |